# USCX Cyclocross Series
De USCX Cyclocross Series is een regelmatigheidscriterium in het veldrijden in de Verenigde Staten. Het wordt verreden over vier weekenden, waarbij de zaterdagcross van Categorie 1, zwaarder telt dan de cross van Categorie 2 op zondag.

## Geschiedenis
De USCX werd voor het eerst in het seizoen 2021-2022 verreden. Na vier edities hebben Curtis White en de in de Verenigde Staten wonende Caroline Mani met twee keer winst de meeste zeges. Bij de tweede editie in 2022 werd de cross in Falmouth, bekend van de New England Series, onderdeel van de USCX. 
In de eerste drie edities was de Belg Vincent Baestaens zegekampioen met twaalf dagzeges, hij eindigde ook driemaal op het podium in de algemene stand. In 2024 werd de Trek CX Cup de afsluitende wedstrijd en viel Falmouth weer af.

## Locatie wedstrijden
| Editie    | Aantal | 2021 | 2022 | 2023 | 2024 |
| Crossen   | 3      | 4    | 4    | 4    | 4    |
| --------- | ------ | ---- | ---- | ---- | ---- |
| Rochester | 3      | 1    | 2    | 2    | 2    |
| Baltimore | 3      | 2    | 3    | 3    | 3    |
| Roanoke   | 2      |      | 1    | 1    | 1    |
| Falmouth  | 2      |      | 4    | 4    |      |
| Iowa City | 1      | 3    |      |      |      |
| Mason     | 1      | 4    |      |      |      |
| Waterloo  |        |      |      |      | 4    |

## Palmares per editie

### Mannen elite
| Seizoen   | Winnaar           | Tweede             | Derde               |
| --------- | ----------------- | ------------------ | ------------------- |
| 2021-2022 | Kerry Werner      | Gosse van der Meer | Vincent Baestaens   |
| 2022-2023 | Curtis White      | Eric Brunner       | Vincent Baestaens   |
| 2023-2024 | Curtis White      | Vincent Baestaens  | Michael Van Den Ham |
| 2024-2025 | Andrew Strohmeyer | Kerry Werner       | Scott Funston       |

### Vrouwen elite
| Seizoen   | Winnares          | Tweede            | Derde          |
| --------- | ----------------- | ----------------- | -------------- |
| 2021-2022 | Caroline Mani     | Maghalie Rochette | Raylyn Nuss    |
| 2022-2023 | Caroline Mani     | Raylyn Nuss       | Austin Killips |
| 2023-2024 | Maghalie Rochette | Caroline Mani     | Sidney McGill  |
| 2024-2025 | Hélène Clauzel    | Manon Bakker      | Sidney McGill  |

### Mannen junioren (onder 19)
| Seizoen   | Winnaar            | Tweede         | Derde            |
| --------- | ------------------ | -------------- | ---------------- |
| 2021-2022 | Frank O'Reilly Jr. | Andrew August  | Marcis Shelton   |
| 2022-2023 | David Thompson     | Miles Mattern  | Ben Stokes       |
| 2023-2024 | Henry Coote        | David Thompson | Miles Mattern    |
| 2024-2025 | Benjamin Bravman   | Tofik Beshir   | Isaiah Culbreath |

### Vrouwen junioren (onder 19)
| Seizoen   | Winnares           | Tweede         | Derde           |
| --------- | ------------------ | -------------- | --------------- |
| 2021-2022 | Katherine Sarkisov | Mia Aseltine   | Natasha Visnack |
| 2022-2023 | Ella Brenneman     | Haylee Johnson | Madeline Fisher |
| 2023-2024 | Rafaelle Carrier   | Haylee Johnson | Alyssa White    |
| 2024-2025 | Nico Knoll         | Ada Watson     | Nicole Clamann  |

## Statistieken

### Dagoverwinningen

#### Mannen elite
| Aantal | Renner            | Edities   |
| ------ | ----------------- | --------- |
| 12     | Vincent Baestaens | 2021-2023 |
| 7      | Andrew Strohmeyer | 2023-2024 |
| 4      | Eric Brunner      | 2021-2024 |
| 3      | Curtis White      | 2022-2023 |
| 2      | Loris Rouiller    | 2023      |
| 2      | Kerry Werner      | 2021-2024 |
| 1      | Anton Ferdinande  | 2023      |
| 1      | Niels Vandeputte  | 2021      |

#### Mannen elite per land
| Aantal | Land             | Edities   |
| ------ | ---------------- | --------- |
| 16     | Verenigde Staten | 2021-2024 |
| 14     | België           | 2021-2023 |
| 2      | Zwitserland      | 2023      |

#### Vrouwen elite
| Aantal | Renner             | Edities   |
| ------ | ------------------ | --------- |
| 13     | Maghalie Rochette  | 2021-2023 |
| 8      | Hélène Clauzel     | 2024      |
| 4      | Caroline Mani      | 2022      |
| 4      | Annemarie Worst    | 2022      |
| 1      | Clara Honsinger    | 2021      |
| 1      | Shirin van Anrooij | 2021      |
| 1      | Manon Bakker       | 2021      |

#### Vrouwen elite per land
| Aantal | Land             | Edities   |
| ------ | ---------------- | --------- |
| 13     | Canada           | 2021-2023 |
| 12     | Frankrijk        | 2022-2024 |
| 6      | Nederland        | 2021-2022 |
| 1      | Verenigde Staten | 2021      |

### Eindoverwinningen

#### Mannen elite
| Eindoverwinningen | Renner            | Edities    |
| ----------------- | ----------------- | ---------- |
| 2                 | Curtis White      | 2022, 2023 |
| 1                 | Kerry Werner      | 2021       |
| 1                 | Andrew Strohmeyer | 2024       |

#### Vrouwen elite
| Eindoverwinningen | Renster           | Edities    |
| ----------------- | ----------------- | ---------- |
| 2                 | Caroline Mani     | 2021, 2022 |
| 1                 | Maghalie Rochette | 2023       |
| 1                 | Hélène Clauzel    | 2024       |

## Puntenverdeling per wedstrijd
De rijders verdienen punten aan de hand van de volgende tabellen. Bij de elite levert een zaterdagcross van Categorie 1 meer punten op dan de zondagcross van Categorie 2. De puntentelling bij de junioren is gelijk bij elke wedstrijd. Bij de eerste editie week de telling iets af en konden de rijders minder punten verdienen.
| Positie | 1  | 2  | 3  | 4  | 5  | 6  | 7  | 8  | 9  | 10 | 11 | 12 | 13 | 14  | 15  | 16  | 17 |
| Punten  | 50 | 42 | 38 | 34 | 32 | 30 | 28 | 26 | 25 | 24 | 23 | 22 | 21 | 20  | 19  | 18  | 17 |
|         |    |    |    |    |    |    |    |    |    |    |    |    |    |     |     |     |    |
| Positie | 18 | 19 | 20 | 21 | 22 | 23 | 24 | 25 | 26 | 27 | 28 | 29 | 30 | 31+ | DNF | DNS |    |
| Punten  | 16 | 15 | 14 | 13 | 12 | 11 | 10 | 9  | 8  | 7  | 6  | 5  | 4  | 3   | 2   | 1   |    |

| Positie | 1  | 2  | 3  | 4  | 5  | 6  | 7  | 8  | 9  | 10 | 11  | 12  | 13  |  |
| Punten  | 40 | 32 | 28 | 24 | 22 | 21 | 20 | 19 | 18 | 17 | 16  | 15  | 14  |  |
|         |    |    |    |    |    |    |    |    |    |    |     |     |     |  |
| Positie | 14 | 15 | 16 | 17 | 18 | 19 | 20 | 21 | 22 | 23 | 24+ | DNF | DNS |  |
| Punten  | 13 | 12 | 11 | 10 | 9  | 8  | 7  | 6  | 5  | 4  | 3   | 2   | 1   |  |

2021-2022 · 2022-2023 · 2023-2024 · 2024-2025
Kampioenschappen:  Wereldkampioenschappen ·
 Europese kampioenschappen ·
 Pan-Amerikaanse kampioenschappen
 België ·
 Canada ·
 Denemarken ·
 Duitsland ·
 Finland ·
 Frankrijk ·
 Hongarije ·
 Ierland ·
 Italië ·
 Japan ·
 Kroatië ·
 Luxemburg ·
 Nederland ·
 Nieuw-Zeeland ·
 Noorwegen ·
 Oostenrijk ·
 Polen ·
 Servië ·
 Slowakije ·
 Spanje ·
 Tsjechië ·
 Verenigd Koninkrijk ·
 Verenigde Staten ·
 Zweden ·
 Zwitserland
Klassementen:  Wereldbeker ·
 Superprestige ·
 X²O Badkamers Trofee ·
 HSF System Cup ·
 USCX Series ·
 Coupe de France ·
 National Trophy Series ·
 Giro d'Italia Ciclocross ·
 Copa de España ·
 New England Series ·
 Swiss Cyclocross Cup
Overig:  Exact Cross
Voormalig:  EKZ CrossTour ·  Rectavit Series ·  US Cup